# 그레이트 피레니즈

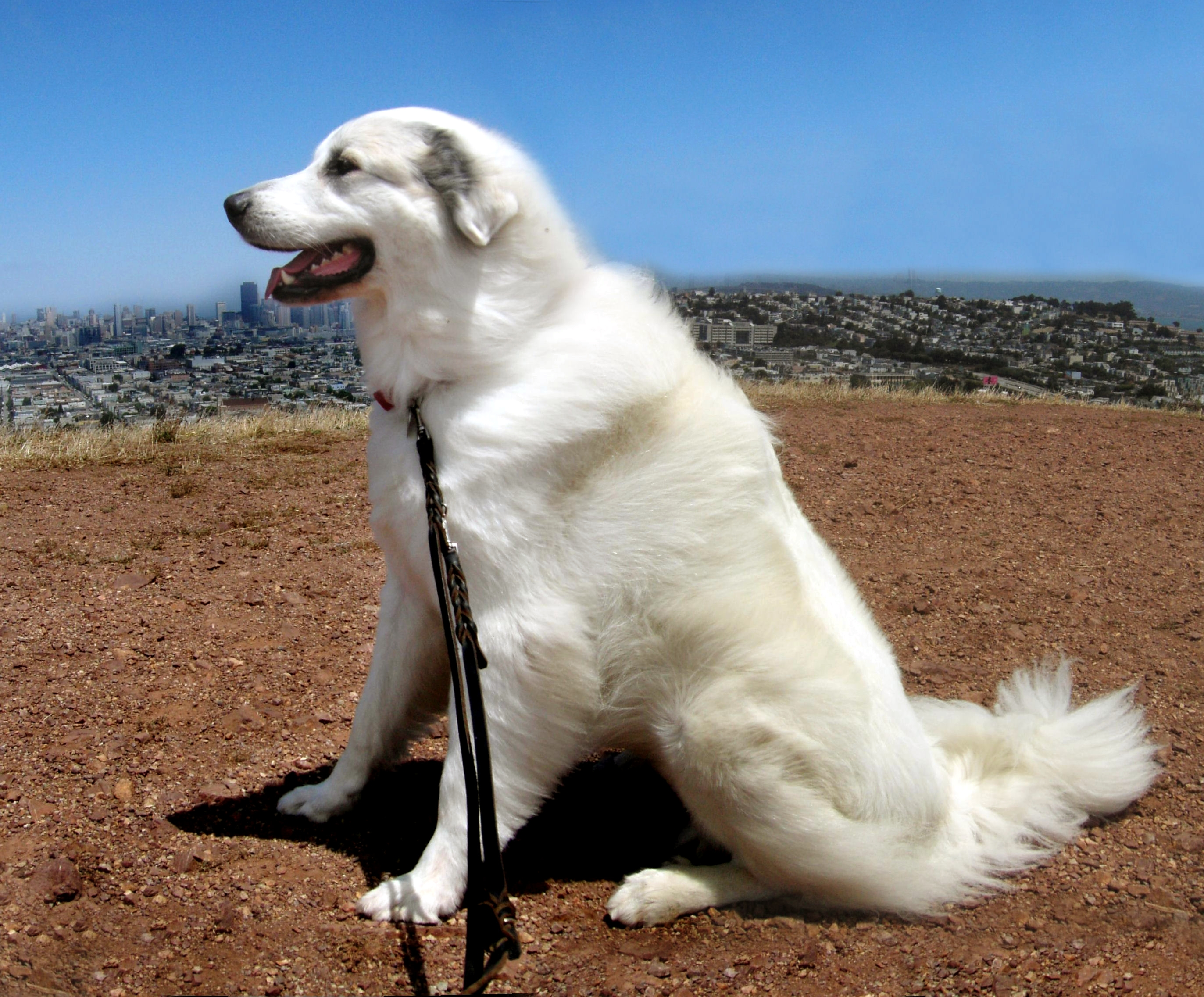
그레이트 피레니즈

그레이트 피레니즈(Great Pyrenees) 또는 피레니언 마운틴 도그(Pyrenean Mountain Dog)는 개의 한 품종으로 초대형견이며, 사역견 및 경비견으로 이용되어 왔다. 그레이트 피레니즈는 평화주의견으로 유명하다.

## 특징
수컷이 암컷보다 덩치가 더 크다. 수컷의 체고는 69 ~ 81 센티미터, 몸무게는 45 킬로그램 정도이며, 암컷의 체고는 64 센티미터, 몸무게는 39 킬로그램 정도이다. 지적으로 보이는 표정을 지니고 있다. 두개골은 둥근 형태이며, 눈은 아몬드 형에 짙은 갈색이다.
털은 대체로 흰색이며 얼굴 주위, 귀 곳곳(몸이나 꼬리일 경우도 있음)에 회색, 붉은색, 옅은 갈색의 털이 나 있다. 성체로 성장하는 과정에서 귀와 얼굴 주변에 옅은 갈색 또는 레몬색의 털이 나기도 한다. 코와 눈가는 짙은 검은색이다. 털이 이중으로 나는데, 겉털은 길고 거칠며 약간 곱슬기가 있으며 속털은 부드럽고 두껍다.
순종적이며 용감한 성격으로 아이들을 돌보는 데 적합하며, 점잖은 성격에 보호 본능을 지니고 있다.

## 관리 방법
털이 많이 빠지며 침을 잘 흘리므로 하루 한 번씩 털을 관리해 줘야 한다. 특징이라면 며느리발톱 두 개를 갖고 있으며 집에서 기르려면 잘라 주어야 한다.

## 대중 문화
- 1박 2일: 출연진과 함께 동행하는 상근이는 그레이트 피레네 종으로, 오래 전 MBC의 일일 연속극 아현동 마님에 설국이가 출연되었다.